# Ctenopoma acutirostre
Sous-espèce
Répartition géographique
Statut de conservation UICN

 LC  : Préoccupation mineure
Le Ctenopoma acutirostre (aussi appelé Ctenopoma léopard ou perche grimpante), découvert par Pellegrin en 1899, est un poisson d'eau douce originaire d'Afrique centrale appartenant à la famille des anabantidés.
Il mesure entre 15 et 20 centimètres à l'âge adulte et a une longévité de 15 ans. C'est un petit prédateur ne présentant néanmoins pas de danger particulier pour l'être humain (non venimeux). Il se sert de sa forme ronde et plate et de sa couleur brûnatre pour imiter les feuilles mortes. Ce poisson est assez rare et donc difficile à obtenir. Il faut le maintenir dans un bac de 200 litres minimum et en petit groupe ou en couple. Il est territorial et n'hésitera pas à gober les autres pensionnaires du bac ; les petits poissons comme les néons bleus sont donc à éviter,.